# Lose Control
 Ovo je glavno značenje pojma Lose Control. Za pjesmu od glazbenog sastava Kish Mauve pogledajte Lose Control (Kish Mauve).
"Lose Control" je pjesma s drugog studijskog albuma The Open Door američkog rock sastava Evanescence. Pjesmu su napisali Amy Lee i Terry Balsamo, a Amy za pjesmu kaže kako ima žestoki ritam i kako takve ritmove nisu imali prije u svojoj glazbi jer je tadašnji član i suosnivač Evanescencea Ben Moody to nije želio.